# مکالی گیلسپی
مکالی گیلسپی (انگلیسی: Macaulay Gillesphey؛ زادهٔ ۲۴ نوامبر ۱۹۹۵) بازیکن فوتبال اهل بریتانیا است.
از باشگاه‌هایی که در آن بازی کرده‌است می‌توان به باشگاه فوتبال نیوکاسل یونایتد و باشگاه فوتبال کارلایل یونایتد اشاره کرد.